# Cine de Somalia

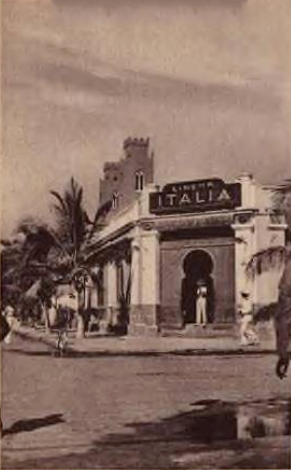
El Cinema Italia en 1937, primera sala de cine en Somalia, ubicada en Mogadiscio.

El cine de Somalia hace referencia a la industria cinematográfica en Somalia, país ubicado al este del continente africano. Las primeras formas de exhibición de películas públicas en el país fueron las cintas documentales italianas que notificaban eventos clave durante el período colonial. En 1937 la película Sentinels of Bronze (premiada en el Festival Internacional de Cine de Venecia) fue producida en la Gobernación de Somalia con actores somalíes casi en su totalidad.
A raíz de la rica tradición narrativa del pueblo somalí, los primeros largometrajes y festivales cinematográficos en ese país surgieron a principios de la década de 1960, inmediatamente después de lograda la independencia. Tras la creación del organismo regulador de la Agencia de Cine Somalí (SFA) en 1975, la escena cinematográfica local comenzó a expandirse rápidamente. En los años 1970 y principios de la década de 1980, los musicales populares conocidos como riwaayado fueron la principal fuerza impulsora detrás de la industria cinematográfica somalí.
Las películas épicas y de época, así como las coproducciones internacionales siguieron su ejemplo, facilitadas por la proliferación de la tecnología audiovisual y las redes de televisión nacionales. En los años 1990 y 2000 surgió una nueva ola de películas más comerciales y orientadas al simple entretenimiento. Conocido como Somaliwood, este nuevo movimiento cinematográfico juvenil ha energizado a la industria del cine somalí y en el proceso ha introducido argumentos innovadores, estrategias de marketing y técnicas de producción.

## Historia

### 1910-1950

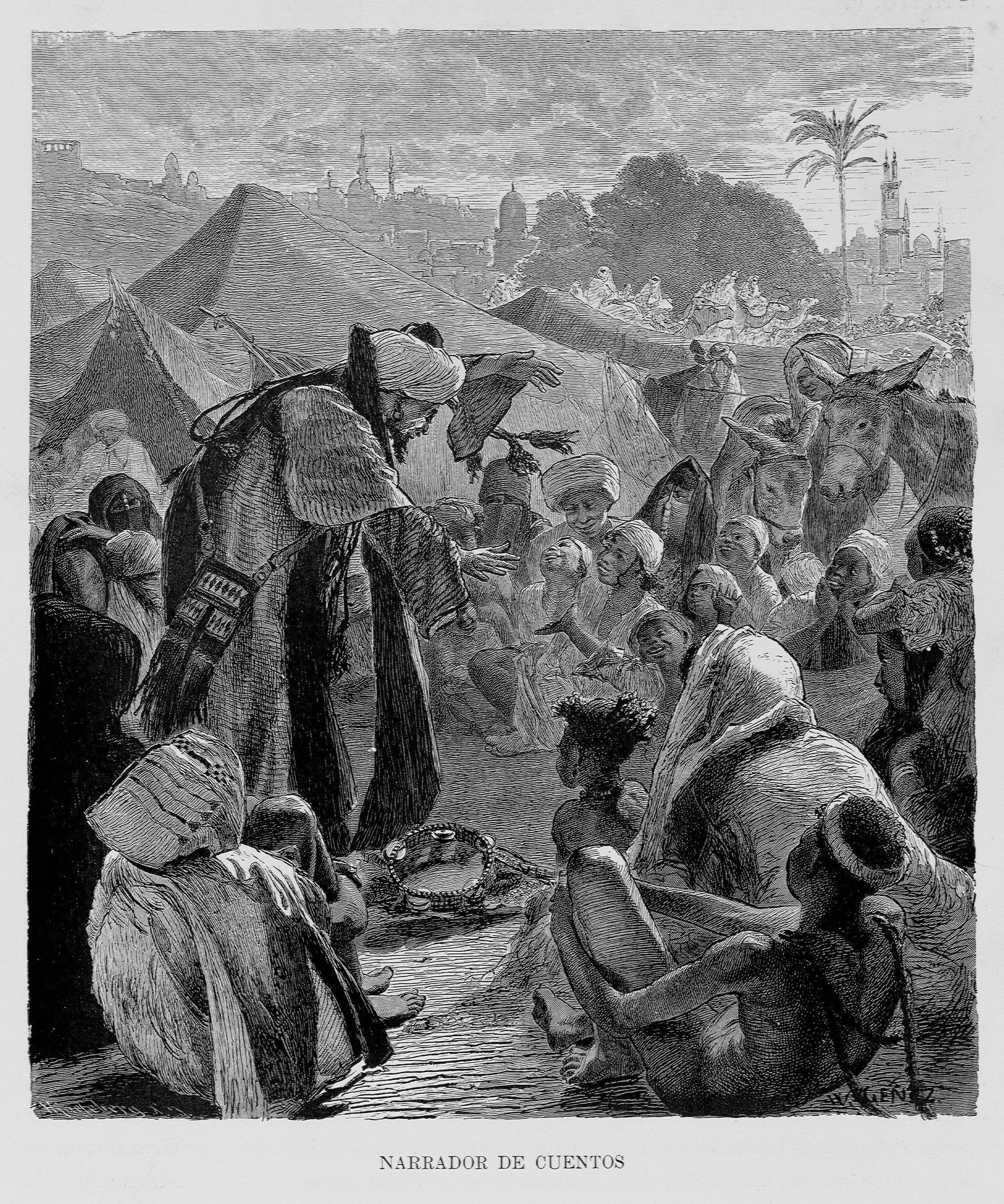
La narración oral es una costumbre antigua en la cultura de Somalia.

La narración oral es una costumbre antigua en la cultura somalí. El cine en Somalia no es más que una moderna encarnación visual y la continuación de esta tradición oral bien establecida.
Las primeras formas de exhibición pública de películas en Somalia fueron los noticieros documentales italianos durante el período colonial en la Somalia italiana. Ejemplos de tales trabajos incluyen Somalia: Gheledi (1913), Somalia italiana (1913), Somalia: Le bellezze del fiume Nebi (1913), Sotto la Croce del Sud - Somalia Italiana (1926), Visioni della Somalia italiana (1929) y Viaggio di SM il Re en Somalia (1934).
En los años 1930 y 1940, los primeros actores y técnicos de cine somalíes colaboraron con equipos italianos para producir películas fascistas de manera doméstica. Entre las últimas producciones se encontraban Dub'aad y Sentinels of Bronze. Esta última producción fue premiada en el Festival de Cine de Venecia en 1937 como la mejor película colonial italiana.
A finales de la década de 1950 hubo una colaboración entre el complejo de estudios conocido como la Cinecittà de Roma y los primeros directores somalíes. Como consecuencia, en 1963, Miyi Iyo Magaalo de Hajji Cagakombe, una coproducción entre Somalia e Italia, fue el primer largometraje del país.

### 1960-1970
Tras el grito de independencia en 1960, surgió en el país africano un número creciente de compañías privadas de producción y distribución, así como salas de proyección reales. En 1961, uno de los primeros largometrajes somalíes en estrenarse fue Love Does Not Know Obstacles de Hussein Mabrouk. Durante ese mismo año, la colaboración entre China y Somalia The Horn of Africa ganó un importante premio en la cuarta edición del Festival Internacional de Cine Africano, celebrado anualmente en Mogadiscio, la capital de la nación.
El director somalí Hadj Mohamed Giumale, más conocido como Hajji Cagakombe, produjo la popular película Miyo Iyo Magaalo unos años después. En 1966, él y otros cineastas somalíes también desempeñaron un papel fundamental para ayudar a establecer la Federación Panamericana Africana de Cineastas (FEPACI), con influencia en todo el continente africano.
En 1969, otro largometraje titulado Pastoral and Urban Life fue estrenado por el director Mohammed Goma Ali.

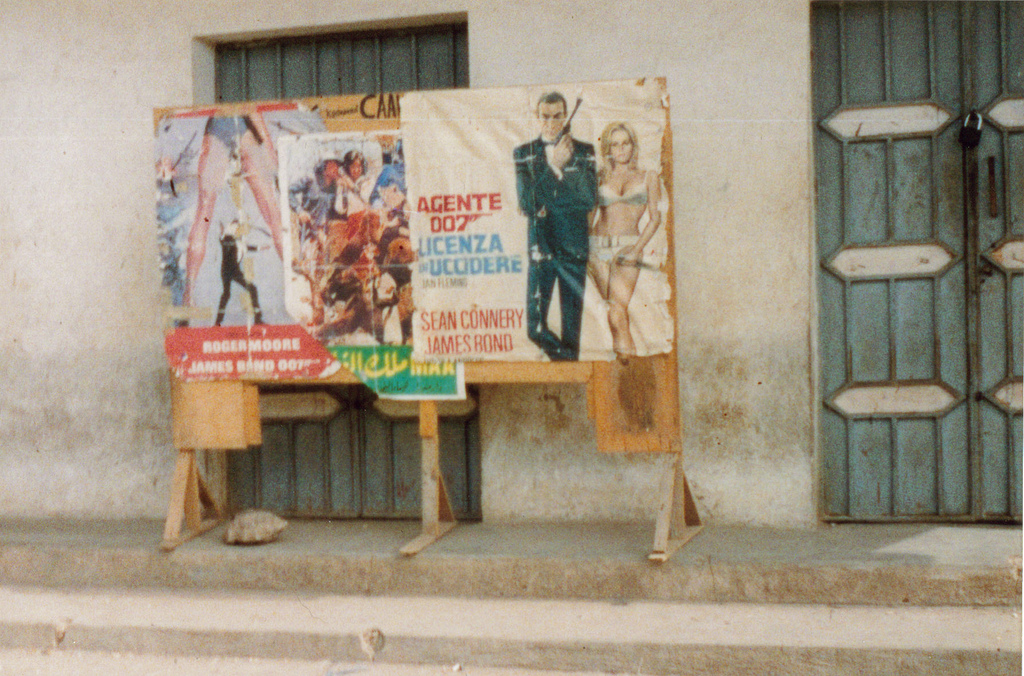
Viejos carteles de películas de James Bond en una calle de Somalia.

En 1973 Idriss Hassan Dirie dirigió el largometraje Dan Iyo Xarrago. Uno de los primeros largometrajes somalíes, fue producido en los estudios Technicolor en Roma.
Después de un golpe de Estado militar en 1969, la producción, distribución e importación de películas en el país fueron nacionalizadas por el recién establecido Consejo Supremo Revolucionario. Los cines privados fueron reemplazados posteriormente por cines controlados por el gobierno y se proyectaron aproximadamente 500 películas por año.
En 1975 se estableció la Agencia de Cine Somalí (SFA, por sus siglas en inglés), el organismo regulador de producciones cinematográficas de la nación. Las tareas de la SFA incluían supervisar la importación, distribución y censura de las producciones audiovisuales en el país. Más tarde también se encargó de supervisar la producción de películas, tanto cortometrajes como largometrajes. La mayoría de las películas importadas provenían de Egipto, Italia, la Unión Soviética y la Alemania Oriental. Para facilitar el procesamiento y la postproducción, la SFA también forjó una sociedad de trabajo con British Films Limited, una compañía cinematográfica británica. De 1979 a 1983, el productor y director de cine somalí Ali Said Hassan se desempeñó como representante de la SFA en Roma.
Posteriormente surgió una nueva generación de directores de cine, camarógrafos, directores de fotografía e ingenieros de sonido, muchos de los cuales se formaron en Egipto, Italia, la Unión Soviética, Alemania Occidental, Alemania Oriental, India y el Reino Unido. Entre estos realizadores somalíes destacan Abdi Ali Geedi, Hassan Mohamed Osman, Ibrahim Awad, Ibrahim "Cunshur", Fuad Abdulaziz, Cumar Cabdalla, Mohamed Fiqi y Muxiyadiin Qaliif.
Entre 1970 y 1982 se realizaron más de treinta cortometrajes, documentales y noticieros. Producidos semanal y mensualmente, se procesaban en su mayoría en Egipto y eran conocidos como Somaaliya oo Sawir'ah (Somalia en imágenes). Estos cortometrajes se exhibieron en 120 salas de cine de todo el país como antesala de las proyecciones principales.

### Década de 1980
A comienzos de la década de 1980, los musicales populares llamados riwaayado fueron la principal fuerza impulsora detrás de la industria cinematográfica somalí.

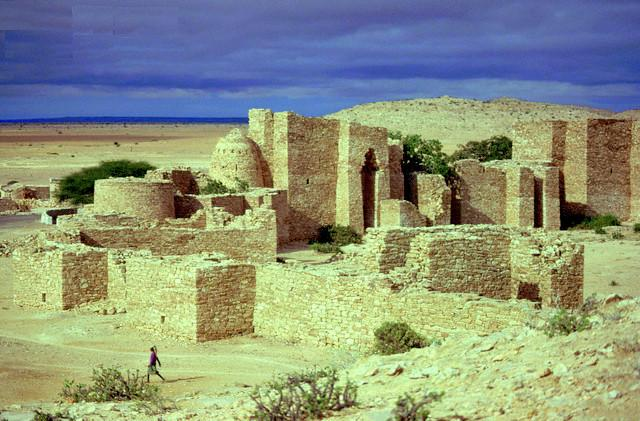
El revolucionario Estado derviche era una temática común en las películas somalíes durante los años 1980.

En 1983 se estrenó el largometraje A Somali Dervish. Centrada en el revolucionario estado Derviche y su influyente líder, Diiriye Guure, la película tuvo como asistente de dirección al destacado cineasta Abdulkadir Ahmed Said.
En 1984 el académico de historia de Somalia Charles Geshekter produjo The Parching Winds of Somalia. Filmada en el país africano, esta película documental relata la resistencia de los habitantes nómadas del país ante los estragos de un entorno desértico y la invasión de las fuerzas imperiales.
Entre 1984 y 1985, el dramaturgo y cineasta somalí Said Salah Ahmed dirigió su primera película, The Somali Darwish, con Amar Sneh como productor. Con un presupuesto de casi dos millones de dólares, la epopeya de 4 horas y 40 minutos fue dedicada exclusivamente al estado Derviche. Fue hecha en siete idiomas, a saber somalí, árabe, italiano, inglés y tres dialectos regionales. La película incluyó a un descendiente real de Mohammed Abdullah Hassan como su protagonista y contó con cientos de actores y extras, convirtiéndose en una de las primeras producciones somalíes de alto perfil.

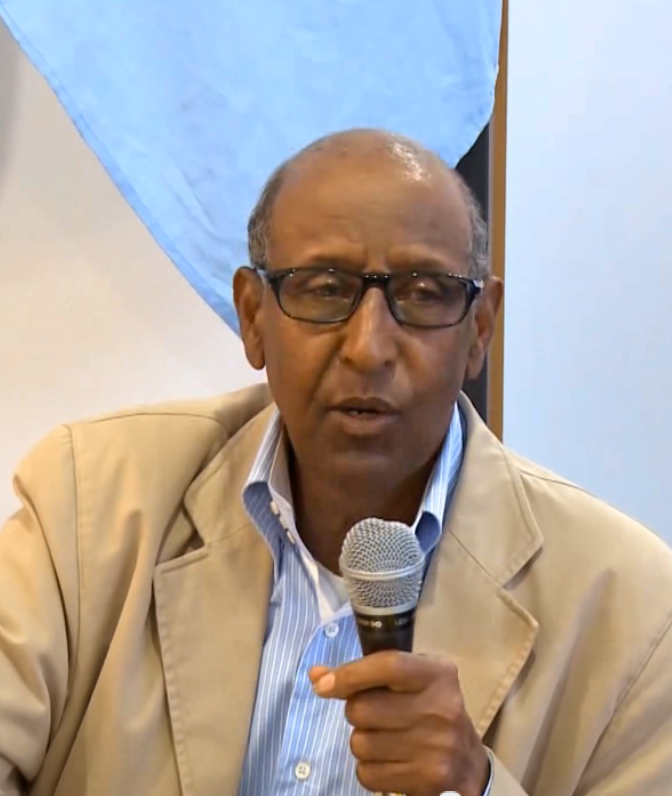
El productor y director somalí Ali Said Hassan.

En 1986 se lanzó el primer cortometraje local filmado en vídeo. Titulado Ciyaar Mood, fue dirigido por el cineasta Abdurrahman Yusuf Cartan. Un año después el director somalí Abdulkadir Ahmed Said lanzó un cortometraje titulado Geedka nolosha, que obtuvo el año siguiente el premio a la mejor película en la Competición Internacional de Cortometrajes del Festival Internacional de Cine Juvenil de Turín.
Ese mismo año se celebró el primer Simposio de Cine Panafricano y Árabe de Mogadiscio, que reunió a una serie de destacados cineastas y expertos cinematográficos de todo el mundo. Realizado anualmente en Mogadiscio, el festival es organizado por la Agencia de Cine Somalí.
El establecimiento de redes nacionales de televisión durante este período impulsó aún más el crecimiento de las producciones independientes somalíes, la mayoría filmadas en vídeo. Tras obtener una mayor penetración en el mercado nacional, el enfoque cambió de los estrenos de películas tradicionales en salas de cine a proyecciones privadas. En consecuencia, se importaron menos películas extranjeras en el país para dar apoyo a las producciones locales.

### 1990-presente
En 1992 Abdulkadir Ahmed Said lanzó la coproducción entre Italia y Somalia La Conchiglia. Otro cortometraje de contenido ambiental, predijo los efectos devastadores que tendrían los vertidos ilegales de desechos tóxicos por buques extranjeros en la vida marina local y en los pescadores que dependían de ella.
En 2008, la ambientalista somalí Fatima Jibrell escribió y coprodujo el cortometraje Charcoal Traffic, dirigido por el cineasta Nathan Collett. Filmado en Somalia, se vale de una historia ficticia para generar conciencia en el público sobre el daño ecológico que puede producir la producción indiscriminada de carbón.
En 2011, el Festival de Cine de Abu Dabi lanzó el fondo de desarrollo y de postproducción SANAD para cineastas del mundo árabe. Con el objetivo de alentar el cine independiente y basado en el autor, los cineastas somalíes ahora tienen acceso a subvenciones financieras, talleres y reuniones personales con mentores y expertos de la industria. El Festival Internacional de Cine de Dubái también ofrece a los cineastas somalíes talleres de desarrollo y coproducción destinados a directores, guionistas y productores del mundo árabe.

## Somaliwood

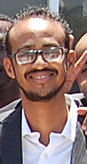
El cineasta Abdisalam Aato, figura importante del movimiento conocido como Somaliwood.

Una nueva generación de producciones cinematográficas más comerciales provenientes de la industria cinematográfica somalí se ha vuelto cada vez más popular entre los habitantes del país africano. Conocido como Somaliwood, este nuevo movimiento cinematográfico ha energizado la escena local. Películas populares estrenadas en el marco de este movimiento incluyen la cinta de horror y suspenso Xaaskayga Araweelo, la comedia de acción Rajo y Warmooge, la primera cinta animada somalí. Los jóvenes directores Abdisalam Aato de la compañía Olol Films y Abdi Malik Isak están a la vanguardia de esta revolución silenciosa. En 2010, el joven director somalí Mo Ali publicó Shank, su primer largometraje, ambientado en una Londres futurista.

## Películas destacadas
- Sentinels of Bronze (1937)
- Love Does Not Know Obstacles (1961)
- The Horn of Africa (1961)
- Miyo Iyo Magaalo (1968)
- Dan Iyo Xarrago (1973)
- A Somali Dervish (1983)
- The Somali Darwish (1984)
- The Parching Winds of Somalia (1984)
- Somalia Dervishes (1985)
- Ciyaar Mood (1986)
- Geedka nolosha (1987)
- La Conchiglia (1992)
- Rajo (2003)
- Xaaskayga Araweelo (2006)
- Carara (2009)
- Ambad (2011)
- Judaan (2016)

## Figuras notables

### Actores

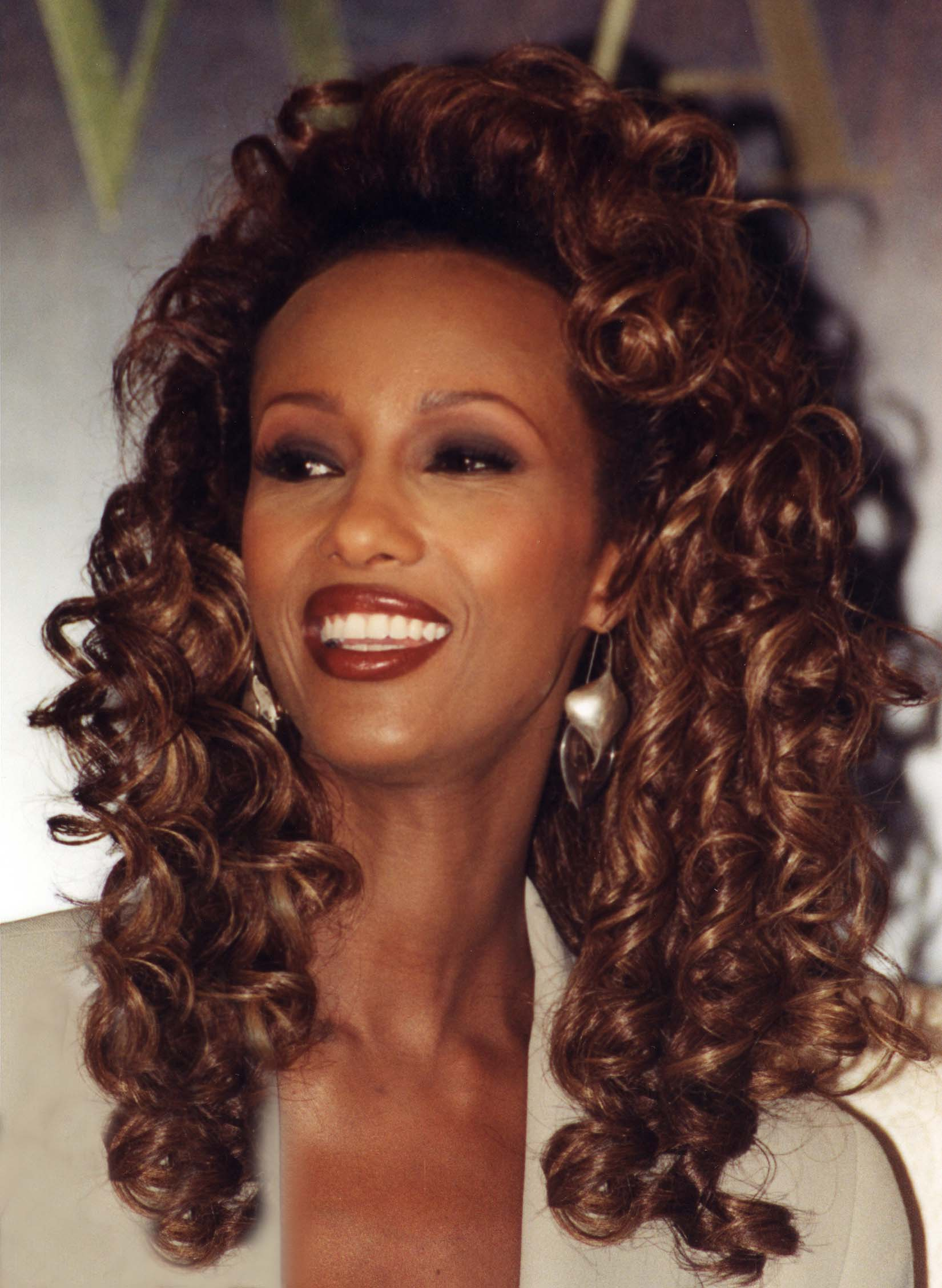
Iman, destacada actriz y modelo somalí.

- Abdi Haybe
- Abdi Muridi Dhere
- Abdisalan Jimi
- Abdulkadir Mohamed Alasow
- Ciise Jawaan
- Abdulqadir Nurani
- Ali Hiran
- Awkuku
- Fathiya Saleban
- Hakima Aalin
- Halima Hila
- Iikar Jesto
- Ilka'ase
- Iman
- Jad Abdullahi
- Jeyte
- Mahamed Isman Inna
- Maki Haji Banadir
- Marshale
- Odey Abdulle
- Owdaango
- Owkoombe
- Sanqoole
- Soran Abdi Sugule
- Sharif Jeeg
- Uma Jama

### Directores
- Fuad Abdulaziz
- Hadj Mohamed Giumale
- Hassan Mohamed Osman
- Hussein Mabrouk
- Ibrahim Awad
- Ibrahim "Cunshur (Unshur)"
- Idil Ibrahim
- Jani Dhere
- Mo Ali
- Mohamed Fiqi
- Mohammed Goma Ali
- Mohiedin Khalief Abdi
- Nabiil Hassan Nur
- Nail Adam
- Omar Abdalla
- Liban Barre
- Saalim Bade
- Said Salah Ahmed

## Festivales
- Simposio de Cine Panafricano y Árabe de Mogadiscio[31]
- Festival Internacional de Cine Africano